# Damián Dreizik
Damián Andrés Dreizik (Buenos Aires, 14 de mayo de 1966) es un actor, guionista y director teatral argentino. Es ampliamente considerado como uno de los actores de reparto (sobre todo en cine y televisión) más destacados de su generación, y posee una extensa carrera, la cual inició trabajando en el grupo de teatro del Parakultural con Carlos Belloso, durante la década de los '80.
Además de una destacada trayectoria en teatro, Dreizik coprotagonizó Rapado (1996), considerada como la película que fundó el Nuevo Cine Argentino, y también escribió el guion del exitoso y clásico film Pájaros volando (2010), entre otros hitos de su carrera.

## Biografía
Nació en el seno de familia judia. Desde 1987 a 1995 formó parte del dúo Los Melli junto a Carlos Belloso y presentaron las siguientes obras: Los Melli en el Parakultural, Aquí están mis muñones, La culpa de la más fea, Palomitas por doquier, Bienvenidos al planeta Melli y La factura maldita. Además, escribió y actuó en Enfermera de Samuel en 1997, en la sala Ana Itelman y dirigió Mozos en 1999 en la Sala de La Paternal. En el 2000 protagonizó junto a Vanesa Weinberg Negra matinée, obra basada en la película Furia infernal, de Armando Bo; y siguiendo con el mismo ciclo estrenó Fiebre, basada en otra  famosa película del mencionado director de cine. En el año 2002 estrenó, como autor y director, La máquina de negar toros en el Camarín de las Musas. Durante el 2003 actuó en Cómico Stand Up en el Complejo La Plaza.
También realizó varios papeles en cine, en ¿Sabés nadar? de Diego Kaplan, Sol de otoño de Eduardo Mignogna, La sopapa de María Victoria Menis, Herencia de Paula Hernández y Pájaros volando de Néstor Montalbano, entre otros. En televisión participó en varios programas, entre los que se destacan ¿Son o se hacen?, Delicatessen, Todo por dos pesos, Disputas, Viudas e hijos del rock and roll y Loco por vos.
Durante 1998 a 2001 su voz se popularizó por protagonizar las reconocidas publicidades de La llama que llama.
En el 2015 interpretó al célebre filósofo Walter Benjamin en la obra Diario de Moscú, basada en los escritos personales de este último, los cuales relatan su vida entre 1926 y 1927.
En 2017 participa en la película Los olvidados junto con Gustavo Garzón, Mirta Busnelli, Paula Sartor, Victorio D'Alessandro, Paula Brasca, Agustín Pardella, Victoria Maurette, Chucho Fernández y Germán Baudino. En 2023 formó parte del reparto de la exitosa película de comedia y filosofía Puan, de María Alché y Benjamín Naishtat.

## Filmografía
Intérprete
- Mensaje en una botella (2025) - Thor
- Transmitzvah (2024) - Mario
- Puan (2023) - Ariel
- Los olvidados (2018) -  Vasco
- Ataúd blanco (2016) -  Gaspar
- El muerto cuenta su historia (2016) - Eduardo
- Chasqui (cortometraje) (2010) - José de San Martín
- Pájaros volando (2010) -  Tomás
- La señal (2007) - El Rengo
- Solos (2006)
- Derecho de familia (2005) - Amigo de Ariel
- El regreso de Peter Cascada (2005)
- T. Ves? (2004)
- Cinebasura (cortometraje) (2004)
- Lisboa (2003) - Chef
- Mercano, el marciano (2002) (voz)
- Sidra (2002) - Voz de la viejita desesperada
- ¿Sabés nadar? (2002) - Marcos
- Arregui, la noticia del día (2001) - Gabi
- Herencia (2001) - Hombre Ketchup
- Sólo por hoy (2000) - Toro
- Qué absurdo es haber crecido (2000) - Retardado
- Vendado y frío (1999) - Federico
- Devórame otra vez (cortometraje) (1997) - Paulo Gómez
- Sol de otoño (1996)
- Rapado (1996)
- Poliladron (1995) - Fernando
- De ogros, duendes y alquimia (cortometraje) (1992)

Televisión
- Iosi, el espía arrepentido (2022, Amazon Prime Video)
- Animadores (2017, TV Pública)
- Loco por vos (2016, Telefe)
- Conflictos modernos (2015, Canal 9)
- Todo por dos pesos (2000-2001, Canal 7) -  invitado recurrente
- Disputas (2003, Telefe)
- Delicatessen (1998, América TV)

Guionista
- Por un puñado de pelos (2014)
- Pájaros volando (2010)

Publicidades
- La llama que llama (1998-2001, Telecom)

Video musicales
- Los Pericos - Complicado y aturdido (2002)
- Los Cafres - Capitan Pelusa (1998)
- 2 Minutos - Todo lo miro (1995)